# Ludovic Valbon
Pas d'image ? Cliquez ici

a Compétitions nationales et continentales officielles uniquement.

b Matchs officiels uniquement.
Ludovic Valbon, né le 22 mai 1976 à Neuilly-sur-Seine (Hauts-de-Seine), est un joueur de rugby à XV français. Il a joué en équipe de France et évolue au poste de centre au sein de l'effectif du Racing Métro 92.

## Carrière
- ?-1992 : AS Police de Paris (ASPP)
- 1992-1997: ASPTT Paris, club formateur à partir de la 2e année cadet
- 1997-1998 : RC Chalon
- 1998-2000 : Istres Sports
- 2000-2003 : CA Bègles-Bordeaux
- 2003-2007 : CA Brive
- 2007-2009 : Racing Métro 92

Il honore sa première cape internationale en équipe de France le 3 juillet 2004 contre l'équipe des États-Unis.
En juin 2008, il est invité avec les Barbarians français pour jouer un match contre le Canada à Victoria. Les Baa-Baas l'emportent 17 à 7.

## Palmarès
- Vainqueur du Tournoi des Six Nations en 2006

## Statistiques en équipe nationale
- équipe de France
  - 5 sélections
  - 5 points (1 essai)
  - Sélections par année : 1 en 2004, 1 en 2005, 2 en 2006, 1 en 2007
  - Tournois des Six Nations disputés : 2005, 2006
- Équipe de France A : 
  - 2 sélections
  - sélections par année : 1 en 2002 (Australie A), 1 en 2006 (Italie A)
- Barbarians français
  - 1 sélection en 2008 (Canada)

### Tournoi des Six Nations
| Édition          | Rang | Résultats France | Résultats Valbon | Matchs Valbon |
| Six Nations 2005 | 2    | 4 v, 0 n, 1 d    | 1 v, 0 n, 0 d    | 1/5           |
| Six Nations 2006 | 1    | 4 v, 0 n, 1 d    | 1 v, 0 n, 1 d    | 2/5           |

Légende : v = victoire ; n = match nul ; d = défaite ; la ligne est en gras quand il y a Grand Chelem.